# Kouadio-Yves Dabila
Kouadio-Yves Dabila, född 1 januari 1997, är en ivoriansk fotbollsspelare.

## Karriär

### Tidig karriär
Dabila föddes i Kouassi-Datékro, men växte upp i Abidjan. Han började spela fotboll i ett lokalt lag och gick 2010 till Cissé Institut FC. 2014 gick Dabila till franska AS Monaco.

### AS Monaco
Dabila debuterade för reservlaget i Championnat National 2 den 14 februari 2015 i en 2–2-match mot Le Pontet Grand Avignon. Han spelade totalt nio ligamatcher för reservlaget under säsongen 2014/2015. Följande säsong spelade Dabila 25 matcher och gjorde två mål för reservlaget. Säsongen 2016/2017 spelade han återigen 25 matcher för reservlaget.
Dabila gjorde sin proffsdebut för AS Monaco den 26 april 2017 i en 0–5-förlust mot Paris Saint-Germain, där han blev inbytt i den 59:e minuten mot Andrea Raggi.

### Lille
Den 1 juli 2017 värvades Dabila av Lille. Han debuterade den 13 december 2017 mot Nice i Franska ligacupen. Dabila gjorde sin Ligue 1-debut den 28 januari 2018 i en 2–1-vinst över Strasbourg. Han spelade totalt 12 ligamatcher under säsongen 2017/2018. Följande säsong spelade Dabila också 12 ligamatcher.

#### Utlåningar
I juli 2019 lånades Dabila ut till belgiska Cercle Brugge på ett låneavtal över säsongen 2019/2020. Han debuterade i Jupiler League den 27 juli 2019 i en 0–2-förlust mot Standard Liège.
Den 18 augusti 2020 lånades Dabila ut till belgiska Royal Excel Mouscron på ett låneavtal över säsongen 2020/2021. Den 17 januari 2022 lånades Dabila på nytt ut till en belgisk klubb, denna gång till Seraing på ett låneavtal över resten av säsongen 2021/2022.

### Paris FC
I augusti 2022 värvades Dabila av Ligue 2-klubben Paris FC, där han skrev på ett tvåårskontrakt.